# Lista de escolas de samba do Rio Grande do Sul
Lista de escolas de samba do Rio Grande do Sul. A lista refere-se as cidades onde ocorrem desfiles.

## Alegrete
- Acadêmicos do Pôr-do-Sol[1][2]
- Imperatriz da Praça Nova[1][2]
- Mocidade Independente da Cidade Alta[1][2]
- Nós os Ritmistas[2][3]
- Unidos dos Canudos[1][2]

## Alvorada
- Algarve do Futuro (Arecuja - Mirim)[4][5]
- Asas de Ouro[4][nota 1]
- Associação Periferia[6]
- Astros de Alvorada[4]
- Bem Vinda[4]
- Deixa Falar[7]
- Diplomatas de Alvorada[8][nota 1]
- Estrela do Umbu[9]
- Império da Tijuca[10] [nota 1]
- Tradição Alada[11]
- Trevo de Ouro[4]
- Unidos da Intersul (Mirim)[7]
- Unidos do 11 de Abril[9] [nota 1]

## Arroio Grande
- E. S. Acadêmicos do Grande Arroio[12]
- E. S. Samba no Pé[12][13]
- E. S. Unidos da São Gabriel[12]
- E. S. Unidos da Ponte[12]
- E. S. Unidos do Promorar[12]
- Império do Sul (Mirim)[12]
- Sementes do Amanhã (Mirim)[12]
- Amigos do Pipoquinha (Mirim)[12]
- Raízes do Arroio Grande (Mirim)[12]
- Unidos da São José (Mirim)[12]

## Bagé
- Acadêmicos da Zona Norte[14]
- Águia da BX[14]
- Aliança[14][15]
- Bairro Bonito[14]
- Imperadores do Povo Novo[14]
- Renascer[14]
- Unidos da Estrela d’Alva[14][15]

## Cacequi
- Acadêmicos da Montanha[16]
- Unidos da Vila Iponã[16]

## Cachoeira do Sul
- Aldeanos do Samba[17]
- Estação Expresso[17]
- Inovação[17]
- Talagaço[17]
- Unidos da Vila[17]

## Canoas
- Acadêmicos da Grande Rio Branco
- Acadêmicos de Niterói
- Estado Maior da Rio Branco
- Guardiões da Bom Sucesso[18]
- Imperatriz da Grande Niterói
- Império da Mathias
- Nenê da Harmonia
- Nossas Raízes
- Os Tártaros[18]
- Pérola Negra[19]
- Rosa Dourada
- Unidos do Guajuviras

## Capão da Canoa
- Corujas do Samba[20]
- Unidos do Litoral[20]

## Caxias do Sul
- Acadêmicos 15 de Novembro[21][22]
- Acadêmicos da Vila Leon[21]
- Acadêmicos do Ritmo[21]
- Acadêmicos do São Vicente[21][22]
- Acadêmicos Filhos de Jardel[21]
- Império da Zona Norte[21]
- Império de Casa Azul e Branco[21]
- Império do Jardim América[21]
- Incríveis do Ritmo[21][22]
- Mancha Verde[21][22]
- Nação Verde e Branco[21]
- Pérola Negra[22]
- Protegidos da Princesa[21][22]
- Reino do Sol e da Lua[21][22]
- União Reolon Imperatriz do Vale[21][22]
- Unidos do Centenário[22]
- Unidos do É o Tchan[21]
- Unidos da Tia Marta[21][22]
- Unidos da Zona Norte[21][22]

## Cruz Alta
- Acadêmicos do Sol[23]
- Gaviões da Ferrô
- Imperatriz da Zona Norte
- Unidos de São José[23]
- Unidos do Beco

## Constantina
- Filhos da Lua

- Demônios da Garoa

## Eldorado do Sul
- Estação do Samba[24]
- Estrela do Sul[24]
- Império do Centro Novo[24]
- Raízes Eldoradenses[24]

## Estância Velha
- Acadêmicos do Samba[25]
- Asas da Liberdade[25]
- Unidos da Ponte[25]

## Esteio
- Beija-Flor da Vila Pedreira[26]
- Império Serrano da Vila Pedreira[27][28]
- Acadêmicos de Esteio
- Mocidade Independente do Jardim Planalto
- Negritude
- Salgueiro
- Unidos do Viradouro
- Styllus

## Gravataí
- Acadêmicos de Gravataí[29]
- Cativos[29]
- Unidos do Vale[29]

## Guaíba
- Academia de Samba Cohab-Santa Rita
- Estado Maior da Colina[30]
- Império Serrano
- Tradição[31]

## Itaqui
- Acadêmicos da Mocidade Independente[32][33]
- Águias do Samba Itaquiense[32][33][nota 1]
- Azes do Ritmo[34][35]
- Ênio Sayago[32]
- Entidade Cultural Brilho Africano[34][nota 1]
- Filhos do Mar[34][nota 1]
- Imperatriz Itaquiense[32]
- Império da Vila Nova[34][nota 1]
- Império do Arco Íris[32][33]
- Mocidade Salgueirense[34]
- Noel Rosa[34][nota 1]
- Saldanha da Gama[34][nota 1]
- Unidos da  Beira Rio[34][nota 1]
- Unidos da Pró-Morar[32]
- Unidos  do Surdo[34][nota 1]
- Unidos do Uirapuru[33]

## Jaguarão
- Aguenta Se Puder[36]
- Estrela D'Alva[36]
- AERB Palestina[36]

## Lajeado
- Academia do Samba[37]
- Academia do Samba Reggae[37]
- Só Alegria[37]
- Unidos da Folia[37]

## Novo Hamburgo
- Aí Vem os Marujos[38]
- Cruzeiro do Sul
- Império da São Jorge
- Portela do Sul
- Protegidos da Princesa Isabel

## Osório
- Academia do Samba Só Sorriso[20]
- Estado Maior da Zona Leste[20]

## Passo Fundo
- Academia de Samba Cohab 1[39][40]
- Acadêmicos do Chalaça[40]
- Águia Dourada[41]
- Bambas da Orgia[39][40]
- Bom Sucesso[39][40]
- Era de Aquários[42]
- Garotos da Batucada[41]
- Imperadores do Samba[41]
- Pandeiro de Prata[39][43]
- União da Vila[39]

## Pelotas
- Academia do Samba
- Acadêmicos da Saúde[44][nota 1]
- Arautos da Baronesa[45][nota 1]
- Estação Primeira do Areal
- Estácio de Sá[45][nota 1]
- General Osório[45][nota 1]
- General Telles
- Imperadores da Guabiroba[45][nota 1]
- Imperatriz da Zona Norte[45]
- Ramiro Barcellos [45]
- Rosa Imperial[44][nota 1]
- Unidos do Fragata

## Rio Pardo
- Beija-Flor[46]
- Embaixadores do Ritmo[46]
- Enamorados[46]
- Realeza da Vila[46]
- União de Ramiz[46]
- Unidos da Vila Guerino[46]

## Rio Grande
- 14 de Agosto[47]
- Acadêmicos da P1[48]
- Acadêmicos da São Miguel[49]
- Águia do Samba[48]
- Amigos da Cabra[48]
- Bafo da Onça[50]
- Charanga do GreNal[47]
- Furiosa da Barra[47]
- Grande Rio[48]
- Imperadores da Rural[47]
- Império Serrano[51]
- Mariquitas[47]
- Mocidade Independente de São Miguel[47]
- Nega Maluca[48]
- Nós de Casa[48]
- Nós Jovens[47]
- Renascer da Esperança[52]
- Unidos da Capivara[48]
- Unidos da Castelo Branco[47]
- Unidos da Cobra[47]
- Unidos da Dom Pedro II[51]
- Unidos da Furiosa[51]
- Unidos da Municipal[52]
- Unidos da Rheingantz[48][53]
- Unidos da Zona Oeste[48]
- Unidos do Mé[48]
- Unidos do Zaire[51]

## Quintão
- Foliões do Quintão[54]
- Imperatriz do Litoral[54]
- Império Praiano[54]
- Unidos do Rei do Peixe[54]

## Santa Cruz do Sul
- 13 de Maio[55]
- Academia de Samba Bom Jesus[56]
- Acadêmicos do União[56]
- Esperança[57]
- Imperadores do Ritmo[56]
- Imperatriz do Sol[56]
- Império da Zona Norte[56]
- Unidos de Santa Cruz[56]

## Santa Maria
- Barão de Itararé[58]
- Imperatriz Academia de Samba[58]
- Império da Zona Norte[58]
- Mocidade Independente das Dores[58]
- Trevo de Ouro[58]
- Unidos de Camobi[58]
- Unidos do Itaimbé[58]
- Vila Brasil[58]

## Santa Vitória do Palmar
- Barracão[59][60]
- Imperadores da Brasiliano[59]
- Mamonas do Samba[59]
- Sambistas dos Palmares[60]
- Vila Jacinto[60]
- Vila Nova[60]

## Santana do Livramento
- Academia de Samba Mocidade Alegre[61]
- Grêmio Recreativo Bafo da Onça[61]
- Império da Zona Sul[62]
- Nascente do Sol[61]
- Praiana[62]
- Sociedade Recreativa Brasil Zumbi[62]
- Sociedade Recreativa Os Acadêmicos[62]
- Tradição[62]

## Santo Ângelo
- Acadêmicos do Improvizo[63]
- Grande Pippi[64]
- Imperadores do Samba[63]
- Império da Zona Norte[63]
- Mocidade Independente da São Carlos[63]
- União do Alcebíades[65]
- Unidos da Zona Sul[63]

## São Borja
- Mocidade Independente da Vila Umbú[66]
- Unidos da Ponte[66]
- Vai-Vai[66]

## São Leopoldo
- Academia de Samba da Zona Norte[67]
- Acadêmicos do Rio Branco[67]
- Acadêmicos Verde e Rosa
- Alambique Leopoldense[67]
- Estação Primeira de São Léo[67]
- Gladiadores da Feitoria[67][nota 1]
- Imperadores do Sul[67]
- Imperatriz Leopoldense[67]
- Império do Sol[67]
- União da Vila[67]

## São Lourenço do Sul
- Estação Primeira do Cruzeiro[68]
- Unidos da Lomba[68]
- Vai Vai[68]
- XV de Novembro[68]

## Sapiranga
- Império das Rosas[69]
- Unidos de Sapiranga[69]

## Sapucaia do Sul
- Acadêmicos do Morro
- Águias de Ouro
- Império do Vale[70]
- Mangueira[70]
- Unidos do Capão

## Taquari
- Batutas do Orgia[71]
- Irmãos da Opa[71]

## Tapes
- Acadêmicos do Arroio[72]
- Apito de Ouro[72]
- Corujão[72]
- Imperadores da Treze de Maio[72]
- Império da Zona Sul [72]

## Uruguaiana
- Academia de Samba Os Cevados[73][nota 1]
- Acadêmicos de São Miguel
- Acadêmicos do Negão
- Aliança do Samba[74]
- Amigos da Comunidade (Mirim)[74][nota 1]
- Apoteose do Samba
- Baixada Ivo Rodrigues[75] [nota 1]
- Bambas da Alegria
- Cova da Onça
- Deu Chucha na Zebra
- Ilha do Marduque
- Imperadores do Sol
- Imperatriz Uruguaianense[76][nota 1]
- Império da Zona Sul[77][nota 1]
- Império Serrano [78]
- Mocidade Independente da Vila Júlia[nota 1]
- Morro do Galo[79]
- Os Rouxinóis
- Pantera Negra[80]
- Salgueiro[73][nota 1]
- Toca do Lobo
- União da Vila[nota 1]
- Unidos da Mangueira

## Venâncio Aires
- Acadêmicos do Samba Négo[81]
- Fiel Tribo Guarani[81]
- Império do Samba[81]
- Unidos das Vilas[81]

## Viamão
- Academia de Samba Barão do Upacaraí[82][83]
- Academia de Samba Parque Índio Jary[83][84]
- Academia de Samba Viamar[82][83]
- Acadêmicos da Martinica[84]
- Acadêmicos de Padre Réus[82][83]
- Flor de Liz[85]
- Império da Vila Planalto[86]
- Madalena[82][83]
- Sol Maior[87]
- Unidos de Vila Esmeralda[83][84]
- Unidos de Vila Isabel[83][84]
- Volta da Figueira Campeã  do carvaval 2009